# Soprano lírica ligera
La soprano lírico-ligera tiene una voz capacitada para acometer gran parte de los papeles de sopranos ligeras y líricas. Resulta menos ágil y aguda que la ligera y una zona más reducida en los graves que la lírica. La soprano lírica ligera tiene un rango vocal aproximado entre "media C" (C4) a una "alta F" (F6).

## Sopranos lírico-ligeras
| Cantantes líricas - Ariana Grande - Lucrezia Bori - Ileana Cotrubaş - Dorothea Röschmann - Elisabeth Schumann - Lucia Popp - Mariella Devia - Edita Gruberova - Anna Moffo - Diana Damrau - Renata Scotto - Beverly Sills - Désirée Rancatore - Roberta Peters - Lara Fabian |

## Roles de soprano lírico-ligera[2]
| - Ännchen, Der Freischütz (o soubrette) - Annina, La Traviata (Verdi) - Clorinda, La Cenerentola (Rossini) - Despina, Così fan tutte (Mozart) (o soubrette) - Euridice, Orfeo ed Euridice (Gluck) - Gretel, Hänsel und Gretel (Humperdinck) - Laurie Moss, The Tender Land (Aaron Copland) - Lauretta, Gianni Schicchi (Puccini) - Violetta "La Traviata" (Verdi) | - Manon, Manon (Massenet) - Marguerite, Faust (Gounod) - Marzelline, Fidelio (Beethoven) - Musetta, La bohème (Puccini) - Pamina, Die Zauberflöte (Mozart) - Susanna, Las bodas de Fígaro (Mozart) (or soubrette) - Zerlina, Don Giovanni (Mozart) (or soubrette) |